# تيري لوليس
تيري لوليس (بالإنجليزية: Terry Lawless)‏ هو مدرب ملاكمة وشخصية أعمال بريطاني، ولد في 29 مارس 1933، وتوفي في 24 ديسمبر 2009 في مربلة في إسبانيا بسبب مرض.